# Oskar Stachnik
Oskar Stachnik (ur. 1 marca 1998) – polski lekkoatleta, dyskobol.
Brązowy medalista młodzieżowych mistrzostw Europy (2019), wicemistrz świata juniorów (2016), mistrz Europy juniorów (2017). Finalista mistrzostw Europy; mistrz Uniwersjady w Chengdu (2023).
Rekord życiowy: dysk 1,75 kg – 62,83 (24 lipca 2016, Bydgoszcz); dysk 2 kg – 64,06 (10 czerwca 2022, Suwałki).

## Rezultaty
| Rok  | Impreza                                 | Miejsce   | Lokata            | Wynik |
| ---- | --------------------------------------- | --------- | ----------------- | ----- |
| 2016 | Mistrzostwa świata juniorów             | Bydgoszcz | 2. miejsce        | 62,83 |
| 2017 | Mistrzostwa Europy juniorów             | Grosseto  | 1. miejsce        | 62,01 |
| 2019 | Puchar Europy w rzutach                 | Šamorín   | 9. miejsce (U-23) | 53,11 |
| 2019 | Młodzieżowe mistrzostwa Europy          | Gävle     | 3. miejsce        | 60,01 |
| 2022 | Puchar Europy w rzutach                 | Leiria    | 5. miejsce        | 61,62 |
| 2022 | Mistrzostwa Europy                      | Monachium | 12. miejsce       | 60,36 |
| 2023 | Puchar Europy w rzutach                 | Leiria    | 4. miejsce        | 61,94 |
| 2023 | Uniwersjada                             | Chengdu   | 1. miejsce        | 63,00 |
| 2023 | Mistrzostwa świata                      | Budapeszt | el. – 25. miejsce | 61,96 |
| 2024 | Puchar Europy w rzutach                 | Leiria    | 9. miejsce        | 58,83 |
| 2024 | Mistrzostwa Europy                      | Rzym      | 10. miejsce       | 62,35 |
| 2025 | Puchar Europy w rzutach                 | Nikozja   | 12. miejsce       | 59,52 |
| 2025 | I dywizja drużynowych mistrzostw Europy | Madryt    | 7. miejsce        | 61,88 |

Mistrz Polski w rzucie dyskiem (Suwałki 2022). Złoty medalista mistrzostw Polski młodzików, juniorów młodszych oraz juniorów. W rywalizacji młodzików oraz juniorów młodszych stawał także na podium w pchnięciu kulą.